# Saint-Séverin-d'Estissac
Saint-Séverin-d'Estissac is een gemeente in het Franse departement Dordogne (regio Nouvelle-Aquitaine) en telt 80 inwoners (2009). De plaats maakt deel uit van het arrondissement Périgueux.

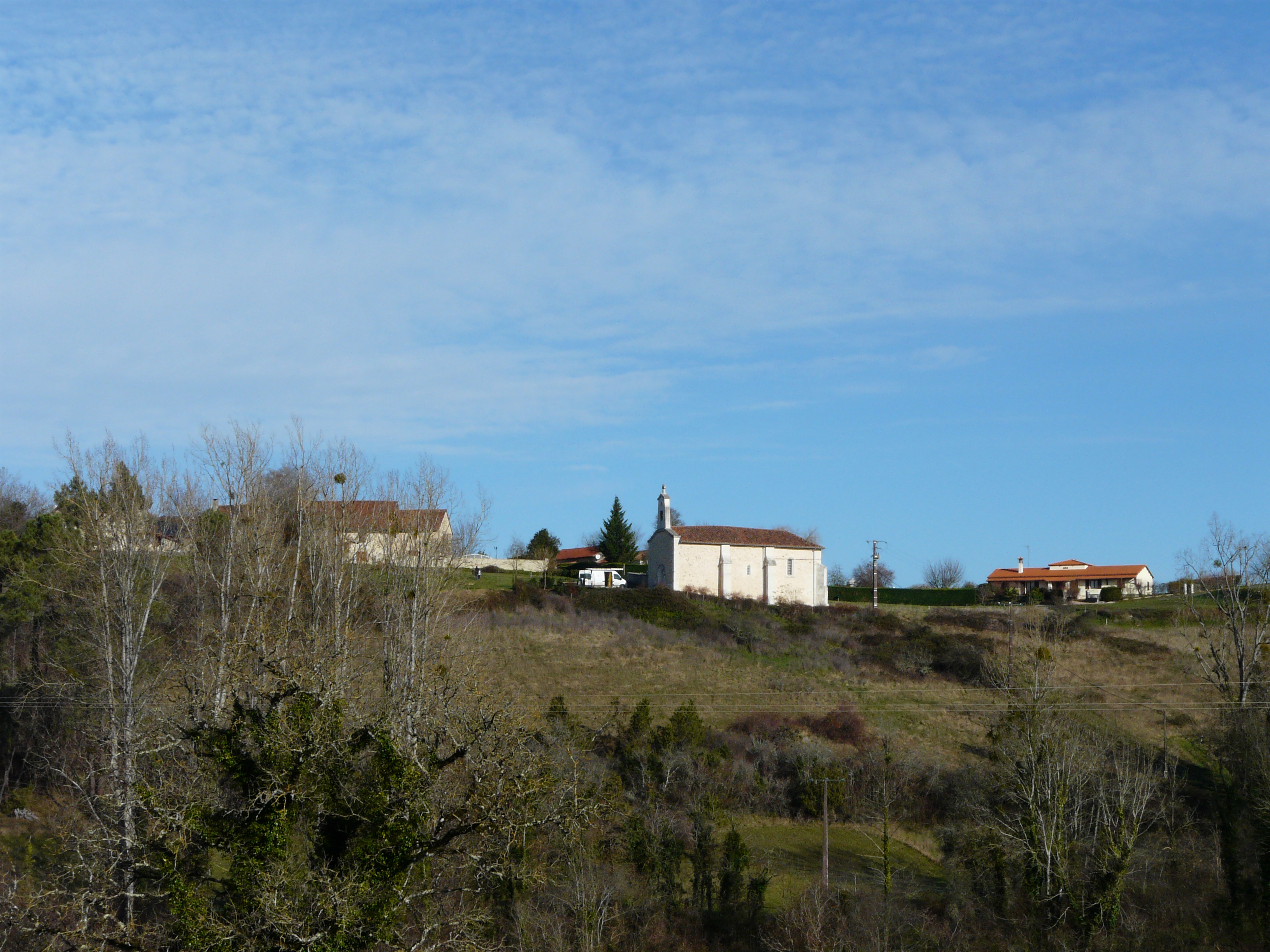
Saint-Séverin-d'Estissac
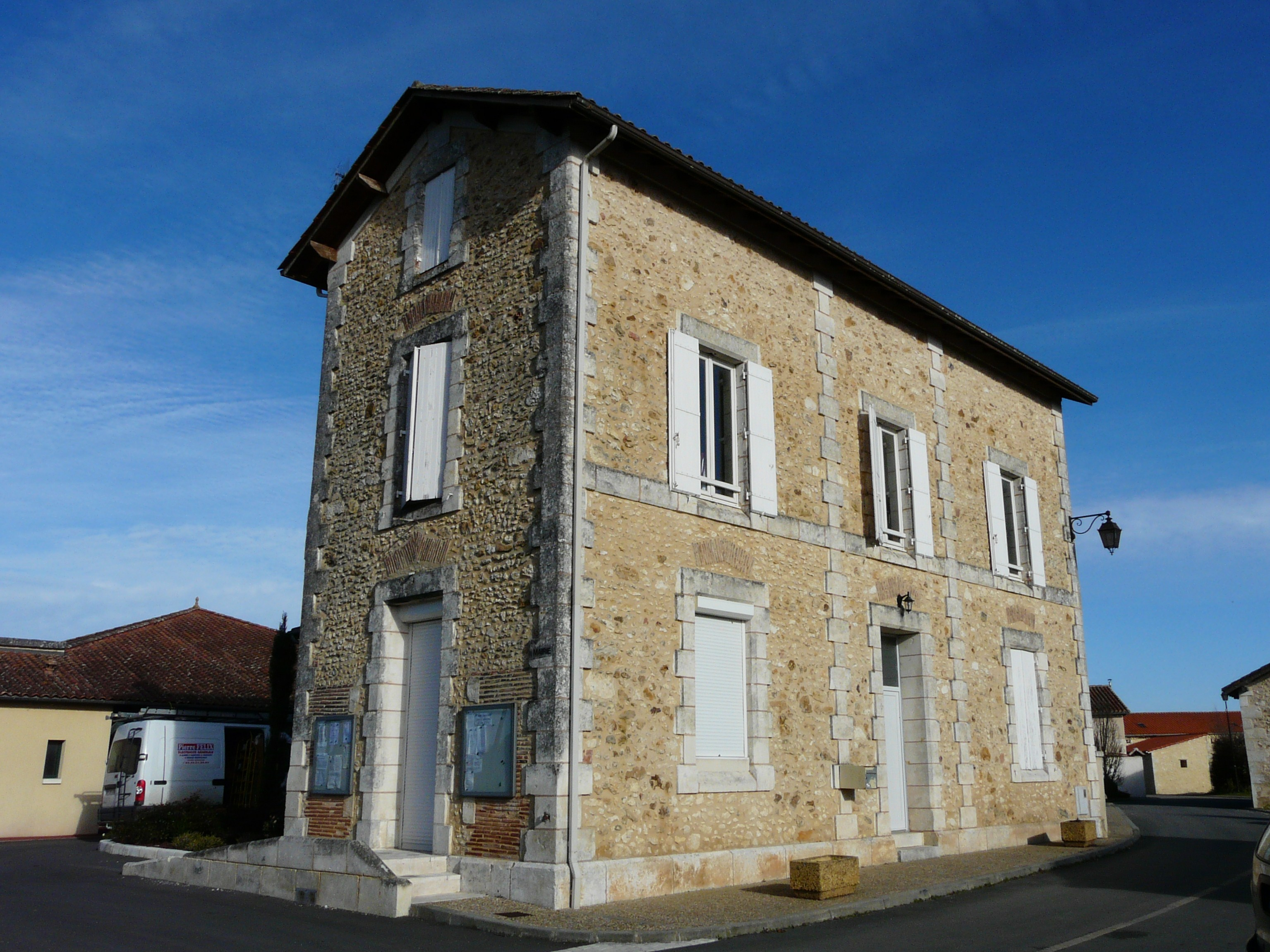
Gemeentehuis
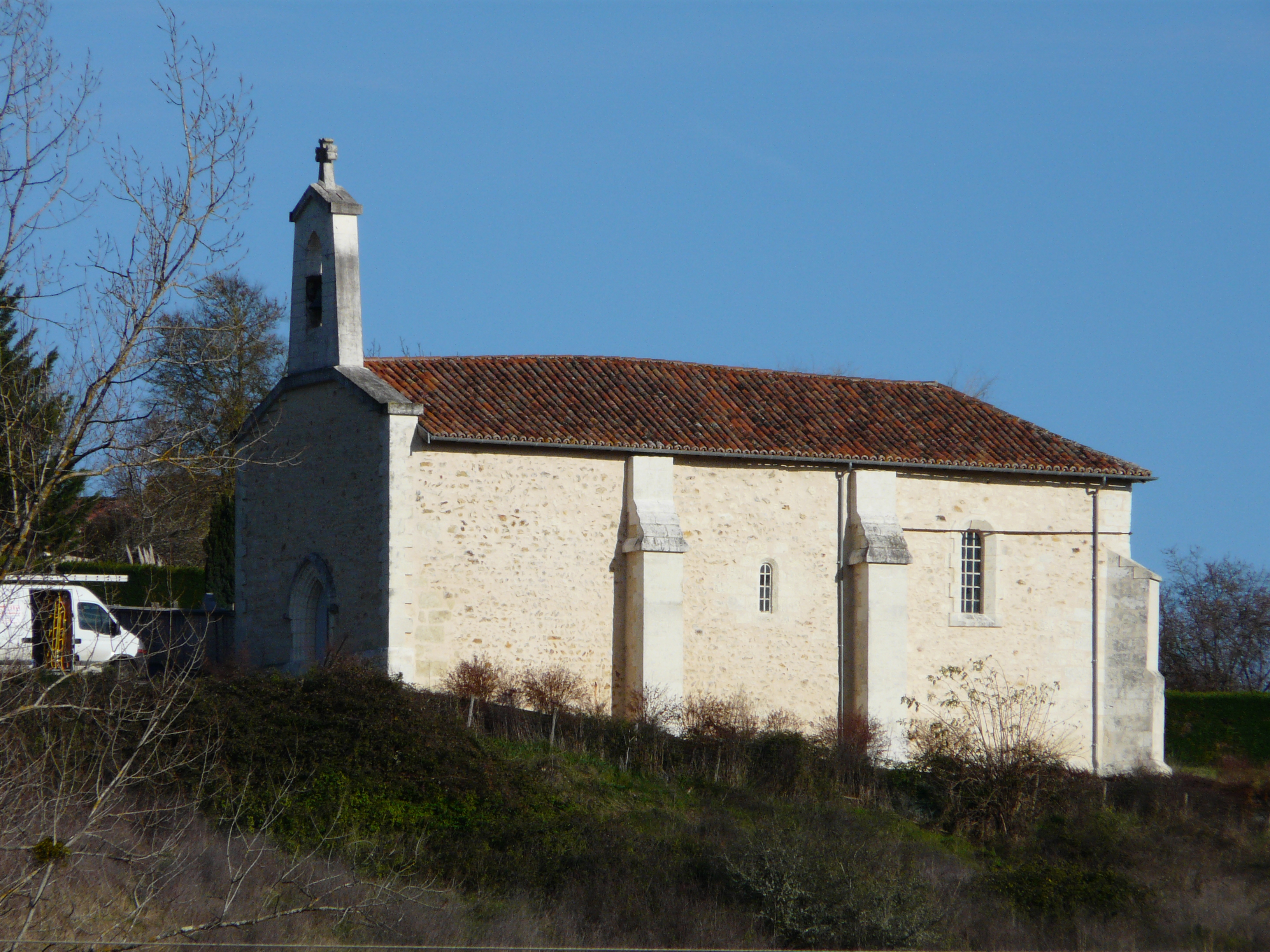
Kerk van Saint-Séverin-d'Estissac

## Geografie
De oppervlakte van Saint-Séverin-d'Estissac bedraagt 5,5 km², de bevolkingsdichtheid is dus 14,5 inwoners per km².
De onderstaande kaart toont de ligging van Saint-Séverin-d'Estissac met de belangrijkste infrastructuur en aangrenzende gemeenten.

## Demografie
Onderstaande figuur toont het verloop van het inwonertal (bron: INSEE-tellingen).